# توم غرين (مدرب كرة سلة)
توم غرين (بالإنجليزية: Tommie Green)‏ (و. 1956 – 2015 م) هو مدرب كرة سلة، ولاعب كرة سلة أمريكي، ولد في باتون روج، لويزيانا، مركز لعبه هو هجوم خلفي، توفي عن عمر يناهز 59 عاماً.

## التعليم
تعلم في McKinley High School (Louisiana) ‏
.

## روابط خارجية
- توم غرين على موقع إن بي أي (الإنجليزية)
- توم غرين على موقع سبورتس رفرنس (الإنجليزية)
- توم غرين على موقع كلية كرة السلة في سبورتس رفرنس.كوم (الإنجليزية)
- توم غرين على موقع ريلجم (الإنجليزية)
- توم غرين على موقع بروبوليرز (الإنجليزية)
- توم غرين على موقع كلية كرة السلة في سبورتس رفرنس.كوم (الإنجليزية)